# Can I Kick It?
Can I Kick It? is een nummer van het Amerikaanse rapcollectief A Tribe Called Quest uit 1991. Het is de tweede single van hun debuutalbum People's Instinctive Travels and the Paths of Rhythm.
Het nummer bevat samples uit Walk on the Wild Side van Lou Reed, What a Waste van Ian Dury and the Blockheads, Spinning the Wheel van Dr. Lonnie Smith en  Sunshower van Dr. Buzzard's Original Savannah Band. A Tribe Called Quest-rapper Phife Dawg beweerde dat de groep helemaal geen geld aan het nummer verdiende, omdat Lou Reed de rechten op de sample uit Walk on the Wild Side bezat. Daarnaast stonden er ook geen leden van de groep als schrijver vermeld op de credits. Can I Kick It? flopte in de VS, maar werd wel in het Verenigd Koninkrijk en in Nederland een hit. De plaat was op vrijdag 11 januari 1991 Veronica Alarmschijf op Radio 3 en werd een bescheiden hit. De plaat bereikte de 13e positie in zowel de Nederlandse Top 40 als de Nationale Top 100.